# زليخة سولي
زليخة سولي، (مواليد 1947)، هي ممثلة من النيجر، وأول ممثلة سينمائية من أفريقيا جنوب الصحراء، وأحد الممثلات الرائدات في السينما الأفريقية.

## حياتها
في سن التاسعة عشر، لعبت زليخة دور المرأة الرئيسي في فيلم لمصطفى الحسن عام 1966 بعنوان «عودة المغامر»، وكانت معظم أعمالها اللاحقة للمخرج أومارا غاندا النيجيري: كاباسكابو (1968)، وازو متعدد الزوجات (1971)، ساتان (1972) والمنفى (1980). عملت أيضًا مع المخرج مصطفى الحسن في فيلم «نساء سيارات فيلات مال» (1972)، وفي فيلم «بيتانكوي يو كوزولوا» (1983)، وفيلم «الفجر الأسود» (1983) لجينغاري مايغا.
تمتعت زليخة بمكاسب الثروة والشهرة، وحصلت على سمعة سيئة في السلوك العام لأفعال اعتبرت استفزازية، مثل ارتداء السراويل. ومع ذلك تراجعت صناعة السينما في النيجر من الثمانينيات فصاعدًا. فيلم وثائقي لرحمتو كيتا عام 2004 بعنوان «العيسى. . . ممثلة أفريقية يصور حياة سولي». بحلول الوقت الذي صنعت فيه كيتا فيلمها، كانت سولي وأطفالها الأربعة يعيشون في منزل من غرفتين في نيامي عاصمة النيجر دون طعام أو ماء. انتهى الفيلم بمعلومات تفيد بأن زليخة تعمل الآن في أوروبا كخادمة، بعد أن أجبرت على الهجرة في عام 2000.